# Dakota (Illinois)
Dakota és un poble dels Estats Units a l'estat d'Illinois. Segons el cens del 2000 tenia 499 habitants.

## Demografia
Segons el cens del 2000, Dakota tenia 499 habitants, 197 habitatges, i 141 famílies. La densitat de població era de 664,4 habitants/km².
Dels 197 habitatges en un 32% hi vivien nens de menys de 18 anys, en un 58,9% hi vivien parelles casades, en un 11,2% dones solteres, i en un 28,4% no eren unitats familiars. En el 27,4% dels habitatges hi vivien persones soles l'11,7% de les quals corresponia a persones de 65 anys o més que vivien soles. El nombre mitjà de persones vivint en cada habitatge era de 2,53 i el nombre mitjà de persones que vivien en cada família era de 3,03.
Per edats la població es repartia de la següent manera: un 24,6% tenia menys de 18 anys, un 9,2% entre 18 i 24, un 30,1% entre 25 i 44, un 22,2% de 45 a 60 i un 13,8% 65 anys o més.
L'edat mediana era de 38 anys. Per cada 100 dones de 18 o més anys hi havia 92,8 homes.
La renda mediana per habitatge era de 43.942 $ i la renda mediana per família de 50.357 $. Els homes tenien una renda mediana de 35.263 $ mentre que les dones 25.000 $. La renda per capita de la població era de 18.440 $. Aproximadament l'1,4% de les famílies i el 3,9% de la població estaven per davall del llindar de pobresa.

## Poblacions properes
El següent diagrama mostra les poblacions més properes.